# Libelloides lacteus
Libelloides lacteus är en insektsart som först beskrevs av Gaspard Auguste Brullé 1832.  Libelloides lacteus ingår i släktet Libelloides och familjen fjärilsländor. Inga underarter finns listade i Catalogue of Life.